# Maurice Kenny
Maurice Kenny (Watertown, Nueva York; 16 de agosto de 1929-Saranac Lake, Nueva York; 16 de abril de 2016) fue un escritor y editor estadounidense perteneciente a los mohawk. Estudió en la Universidad de Saint Lawrence y viajó alrededor de América. Considerado una de las figuras principales del renacimiento indio de los años 70 en literatura, autor de I am the sun (1979), Dead letters send (1958), Dancing back strong the nation (1979), Kneading the blood (1981), Greyhouding this America (1988) y Between two rivers (1987). Otras obras, como por ejemplo The Greenfield Review, fueron publicados en revistas literarias.
Falleció el 16 de agosto de 1929 a los 86 años de edad debido a un fallo cardiaco y renal.